# Habranthus
 Habranthus é um género botânico pertencente à família amaryllidaceae.. Também conhecida como Lírio de Chuva.
Pertence à tribo Hippeastreae, mas a taxonomia da família Amaryllidaceae ainda está em disputa e desenvolvimento científico.

## Espécies
| - Habranthus albispiritus Ravenna - Habranthus amambaicus Ravenna - Habranthus andalgalensis Ravenna - Habranthus araguaiensis Ravenna - Habranthus arenicola (Brandegee) Flagg - Habranthus auratus Ravenna - Habranthus bahiensis Ravenna - Habranthus barrosianus Hunz. & Di Fulvio - Habranthus botumirimensis R.S.Oliveira - Habranthus brachyandrus (Baker) Sealy - Habranthus caaguazuensis Ravenna - Habranthus caeruleus (Griseb.) Traub - Habranthus calderensis Ravenna - Habranthus cardenasianus Traub & I.S.Nelson - Habranthus carmineus Ravenna - Habranthus catamarcensis Ravenna - Habranthus chacoensis Ravenna - Habranthus chichimeca (T.M.Howard & S.Ogden) Flagg - Habranthus concinnus Ravenna - Habranthus conzattii (Greenm.) Flagg - Habranthus cordobensis Ravenna - Habranthus correntinus Roitman - Habranthus crassibulbus Ravenna - Habranthus datensis Ravenna - Habranthus duarteanus Ravenna - Habranthus erectus Ravenna - Habranthus estensis Ravenna - Habranthus gameleirensis Ravenna - Habranthus goianus Ravenna - Habranthus gracilifolius Herb. - Habranthus guachipensis Ravenna - Habranthus immaculatus Traub & Clint - Habranthus irwinianus Ravenna - Habranthus ischihualastus Ravenna - Habranthus itaobinus Ravenna - Habranthus jamesonii (Baker) Ravenna - Habranthus jujuyensis (E.Holmb.) Traub - Habranthus lacteus (S.Moore) Ravenna - Habranthus leonensis Ravenna - Habranthus leptandrus Ravenna - Habranthus longifolius (Hemsl.) Flagg - Habranthus longipes (Baker) Sealy - Habranthus lucidus R.S.Oliveira - Habranthus maasii Ravenna - Habranthus magnoi Ravenna - Habranthus maranensis Ravenna - Habranthus martinezii Ravenna - Habranthus matacus Ravenna - Habranthus medinae L.O.Alvarado & García-Mend. - Habranthus mendocensis (Baker) Sealy - Habranthus mexicanus T.M.Howard - Habranthus microcarpus (Rusby) Ravenna - Habranthus millarensis Ravenna - Habranthus minor Ravenna - Habranthus neumannii Roitman - Habranthus niveus Ravenna - Habranthus nullipes Ravenna - Habranthus oaxacanus T.M.Howard - Habranthus oltanus Ravenna - Habranthus oranensis Ravenna - Habranthus pantanalensis Ravenna - Habranthus pedunculosus Herb. - Habranthus philadelphicus Ravenna - Habranthus pictus Ravenna - Habranthus quilmesianus Ravenna - Habranthus riojanus Ravenna - Habranthus robustus Herb. ex Sweet - Habranthus ruber Ravenna - Habranthus ruizlealii Ravenna - Habranthus saipinensis Ravenna - Habranthus salinarum Ravenna - Habranthus saltensis Ravenna - Habranthus sanavirone Roitman - Habranthus schulzianus Ravenna - Habranthus spectabilis Ravenna - Habranthus steyermarkii Ravenna - Habranthus sylvaticus (Mart. ex Schult. & Schult.f.) Herb. - Habranthus tepicensis Greenm. ex Flagg & G.Lom.Sm. - Habranthus teretifolius (C.H.Wright) Traub & Moldenke - Habranthus tubispathus (L'Hér.) Traub - Habranthus unifolius (Arechav.) Traub - Habranthus venturianus Ravenna - Habranthus vittatus T.M.Howard |